# Old Arley
Old Arley – wieś w Anglii, w hrabstwie Warwickshire. Leży 26 km na północ od miasta Warwick i 150 km na północny zachód od Londynu.